# سیارک ۹۱۵۶
سیارک ۹۱۵۶ (به انگلیسی: 9156 Malanin، نامگذاری:1982TQ2) نه هزار و صد و پنجاه و ششمین سیارک کشف شده‌است که در ۱۵ اکتبر ۱۹۸۲ کشف شد.
قدر مطلق سیارک برابر ۱۴٫۳۰ است.